# Mythimna curvata
Mythimna curvata är en fjärilsart som beskrevs av John Henry Leech 1900. Mythimna curvata ingår i släktet Mythimna och familjen nattflyn. Inga underarter finns listade i Catalogue of Life.